# Centrala publicitetsavdelningen
Centrala publicitetsavdelningen, även känd som Centrala propagandaavdelningen är en partiavdelning i Kinas kommunistiska parti som lyder under centralkommittén. Dess uppgift är att reglera och censurera kinesiska medier samt att samordna partiets propaganda.

## Chefer (sedan 1976)
- Geng Biao (oktober 1976 – oktober 1977) som chef över centrala propagandagruppen
- Zhang Pinghua (oktober 1977 – december 1978)
- Hu Yaobang (25 december 25, 1978 – 12 mars 1980)
- Wang Renzhong (mars 12, 1980 – april 1982)
- Deng Liqun (april 1982 – augusti 1985)
- Zhu Houze (augusti 1985 – februari 1987)
- Wang Renzhi (februari 1987 – december 1992)
- Ding Guan'gen (december 1992 – oktober 2002)
- Liu Yunshan (oktober 2002 – november 2012)
- Liu Qibao (november 2012 – oktober 2017)
- Huang Kunming (oktober 2017 – oktober 2022)
- Li Shulei (oktober 2022 – )

## Källa
- Brady, Anne-Marie. (2008) (på engelska). Marketing dictatorship: propaganda and thought work in contemporary China. Asia/Pacific/perspectives. Lanham: Rowman & Littlefield. Libris 11577783. ISBN 9780742540576